# Сан-Винченцо
Сан-Винченцо (итал. San Vincenzo) — коммуна в Италии, располагается в регионе Тоскана, в провинции Ливорно.
Население составляет 6528 человек (2008 г.), плотность населения составляет 198 чел./км². Занимает площадь 33 км². Почтовый индекс — 57027. Телефонный код — 0565.
Покровителем населённого пункта считается святой Винченцо Феррери.

## Демография
Динамика населения:

## Администрация коммуны
- Официальный сайт: http://www.comune.san-vincenzo.li.it/